# 拜託請穿上，鷹峰同學
《拜託請穿上，鷹峰同學》是日本漫畫家柊裕一創作的少年漫畫，於2019年2月號起在《月刊GANGAN JOKER》開始連載。

## 登場角色
鷹峰高嶺（聲：久保百合花）
本作的女主角。才色兼備的學生會長。擁有脫下內衣跟內褲就能穿越時空改變事物的超能力。因她小學五年級時，在團體接力賽中獲得第二名，因羞愧而尿濕並脫掉內褲，從此獲得了這種能力。這樣她就可以糾正自己犯下的任何錯誤。從小就對白田懷有感情，當時他們在公園裡照顧一隻流浪貓，而高嶺最終收養了這隻貓（但是白田沒有想起那次收養事件跟他同行的女孩就是高嶺）。每當和白田兩人獨處時，她會和他開玩笑、調情，經常故意讀錯白田的姓氏為各種“×田”（最初是“櫥田（クロ田）”）。
白田孝志（聲：粕谷大介）
本作的男主角。17歲。沒有朋友和存在感的普通高中生，姓氏常被故意念錯。和鷹峰從小學開始就讀同一所學校，但兩人之間並沒有特別的互動。以前小學時曾和鷹峰在公園照顧一隻流浪貓並由髙嶺收養，但是卻總記不得跟他的女孩是誰。有一天，他偶然看到鷹峰換衣服並了解她的能力。一開始他的學業成績很差，甚至有些科目不及格，所以他想過高中畢業後找份工作來補貼家用，但他也開始考慮努力學習，爭取考上和鷹峰一樣的大學。
繪梨依·艾弗格林（聲：上坂堇）
是白田、鷹峰小學時的同學，稱呼白田為「小光（コウちゃん）」，而白田則稱呼她為「繪里（エリちゃん）」。國中時與白田經常一起玩，直到轉學。國中和高中都是念的女校，不會把握與別人的距離感。她有一半日本血統，身材很好，是雜誌模特兒，擁有一頭白色短髮。雖然在胸部尺寸上比不上鷹峰，但她自認為運動能力是所有人中最強的。
女同性戀者，有個女同性戀戀人瑠理香。
黑崎瑠理香（聲：富田美憂）
與繪梨依為同一所高中同學，黑髮雙馬尾女孩，實則是個女同性戀者。她在一家家庭餐廳兼職工作，當繪梨依來到餐廳時，她總是提供特別的服務，如為她增加薯條的分量。她曾懷疑繪里依是否對鷹峰有外遇，因此最初對鷹峰沒好感。
王寺聖夜（聲：內田雄馬）
赤西理人
高中三年級生。成績優秀、運動全能，又受女生歡迎，因此被暱稱為「擊墜王紅男爵（撃墜王レッドバロン）」和「大胃王赤寶（早食い赤ちゃん）」。他對鷹峰抱有好感。不過，這對主線劇情沒有影響。
澤渡
白田的同班男同學。自文化祭之後，便開始經常與白田互動。

## 出版書籍
| 卷數 | 史克威爾艾尼克斯 | 史克威爾艾尼克斯       | 東立出版社    | 東立出版社             |
| 卷數 | 發售日期         | ISBN                   | 發售日期      | ISBN                   |
| ---- | ---------------- | ---------------------- | ------------- | ---------------------- |
| 1    | 2019年9月21日    | ISBN 978-4-7575-6313-1 | 2020年9月18日 | ISBN 978-957-26-5375-3 |
| 2    | 2020年1月22日    | ISBN 978-4-7575-6477-0 | 2021年1月16日 | ISBN 978-957-26-5376-0 |
| 3    | 2020年8月21日    | ISBN 978-4-7575-6804-4 | 2021年8月27日 | ISBN 978-957-26-6722-4 |
| 4    | 2021年3月22日    | ISBN 978-4-7575-7163-1 | 2022年3月7日  | ISBN 978-957-26-6784-2 |
| 5    | 2021年11月22日   | ISBN 978-4-7575-7578-3 | 2022年12月9日 | ISBN 978-957-26-8386-6 |
| 6    | 2022年6月22日    | ISBN 978-4-7575-7976-7 | 2023年4月10日 | ISBN 978-957-26-9754-2 |
| 7    | 2023年3月22日    | ISBN 978-4-7575-8477-8 | 2023年11月2日 | ISBN 978-626-372-418-1 |
| 8    | 2023年12月21日   | ISBN 978-4-7575-8970-4 | 2024年8月1日  | ISBN 978-626-02-1060-1 |
| 9    | 2024年8月21日    | ISBN 978-4-7575-9368-8 | 2025年6月6日  | ISBN 978-626-02-3453-9 |
| 10   | 2025年3月22日    | ISBN 978-4-7575-9762-4 |               |                        |

## 電視動畫
2024年8月2日宣布改編成為電視動畫。於2025年4月至6月播放。

### 製作人員
- 原作：柊裕一
- 導演：牧野友映
- 劇本統籌、劇本：佐藤裕
- 人物設定：山內遼、伊藤麻耶
- 美術監督：蘆野由紀子
- 色彩設計：橋上哲
- 攝影監督：石塚知義
- 編輯：山田聖實
- 音樂：中塚武
- 音響導演：前田茜
- 音響效果：小川大貴
- 動畫製作：LIDENFILMS[1]
- 製作：「拜託請穿上，鷹峰同學」製作委員會

### 主題曲
片頭曲Baby Baby Baby
演唱：奥井雅美withボンジュール鈴木，作詞：奧井雅美，作曲：，編曲：鈴木Daichi秀行
片尾曲Hightail it
演唱：古川慎，作詞：松井洋平，作曲：本多友紀，編曲：脇真富

### 各話列表
| 話數   | 標題                       | 分鏡     | 演出     | 作畫監督 | 總作畫監督                             | 首播日期      |
| ------ | -------------------------- | -------- | -------- | --- | -------------------------------------- | ------------- |
| 第1話  | 成為我的衣櫃。             | 牧野友映 | 牧野友映 | 青天目康弘、後藤孝宏、吉田肇、吉田伊久雄、大原大、梅田香、清水零                                                                          | 山內遼、伊藤麻耶                       | 2025年 4月2日 |
| 第2話  | 重新来过，直到我满意为止。 | 西田正義 | 葛西良信 | 櫻井拓郎、reboot、日影工房 | 黑田和也                               | 4月9日        |
| 第3話  | 品嚐是最好的               | 湯川學   | 藤代和也 | 泉坂司、香田智樹、清水勝祐、齊藤格、西道拓哉、北島勇樹                                                                                    | 山内遼、伊藤麻耶、安藤暢啟             | 4月16日       |
| 第4话  | 别傻了，清醒点！           | 西田正义 | 葛西良信 | 樱井拓郎、Evergreen、Revival、reboot | 座员申                                 | 4月23日       |
| 第5话  | 想让你喵喵喵。             | 西田正义 | 铃木恒夫 | 、香田智树、吉田伊久雄、大原大、后藤孝宏、太田宣贵、齐藤格、吉田肇、清水零、北岛勇树                                                      | 伊藤麻耶、桥本淳稔、                   | 4月30日       |
| 第6话  | 亲爱的，请让我洗你的背。   | 福岛宏之 | JOLCHANN | 樱井拓郎、EverGreen、24FPS、reboot、Revival                                                                                               | 黑田和也                               | 5月7日        |
| 第7话  | 从那里无法看见的地方       | 西田正义 | 藤代和也 | 北岛勇树、清水胜祐、齐藤格、泉坂司、森悦史、伊藤大翼、石川慎亮                                                                            | 伊藤大翼、桥本淳稔                     | 5月14日       |
| 第8话  | 看起来感情很好呢           | 西田正义 | 芝缶太   | 樱井拓郎、Studio EverGreen、24FPS、Revival、4tune                                                                                         | 黑田和也                               | 5月21日       |
| 第9话  | 讓我來做吧！！             | 福島宏之 | 鳥羽聰   | 香田智樹、太田宣貴、後藤孝宏、吉田伊久雄、大原大、森悅史、北島勇樹、LIKAI STUDIO                                                          | 伊藤麻耶、橋本淳稔、山内遼             | 5月28日       |
| 第10话 | 雨過田擎                   | 中山正惠 | 蒼慎吾   | 櫻井拓郎、吉田伊久雄、reboot、Revival、朱央、                                                                                             | 黑田和也、伊藤麻耶                     | 6月4日        |
| 第11话 | 給你提前演練一下吧         | 島村大輔 | 島村大輔 | 森悦史、北島勇樹、齊藤格、GOO GYEOUNG OK、LEE GYEOUNG SOON、KIM JUNG LIM、SO GYEOUNG SOOK、JUNG YOUNG HEE、JOO HEOUNG SUK、HWANG OUNG SIK | 伊藤大翼、大原大、吉田伊久雄、伊藤麻耶 | 6月11日       |
| 第12話 | 只注視著我                 | 山本秀世 | JOLCHANN | 櫻井拓郎、STUDIO CL、Revival、朱央 | 黑田和也、伊藤麻耶                     | 6月18日       |

### 播映平台
| 播映地區 | 播映平台      | 播映日期             | 播映時間              | 備註           |
| -------- | ------------- | -------------------- | --------------------- | -------------- |
| 全世界   | Crunchyroll   | 2025年4月2日—6月18日 | 星期三 22:30（UTC+8） | 日本、中國除外 |
| 东南亚   | Bilibili Asia | 2025年4月2日—6月18日 | 星期三 22:30（UTC+8） | 新加坡除外     |

### BD / DVD
| 卷數 | 發售日期          | 收錄話數     | 規格編號  | 規格編號  | 規格編號   |
| 卷數 | 發售日期          | 收錄話數     | BD限定版  | BD通常版  | DVD        |
| ---- | ----------------- | ------------ | --------- | --------- | ---------- |
| 1    | 2025年7月25日     | 第1話—第4話  | KAXA-9011 | KAXA-9021 | KABA-11671 |
| 2    | 2025年8月27日預定 | 第5話—第8話  | KAXA-9012 | KAXA-9022 | KABA-11672 |
| 3    | 2025年9月26日預定 | 第9話—第12話 | 不適用    | KAXA-9023 | KABA-11673 |

## 外部連結
- 漫畫官方網站 （日語）
- 电视动画官方網站 （日語）
- 电视动画官方Twitter （日語）